# オクラホマ (お笑い)
オクラホマは、北海道を中心に活動しているお笑いコンビ・ローカルタレント。
2人とも関西出身で、北海道大学在学中の1999年にコンビを結成。CREATIVE OFFICE CUEに所属。事務所唯一のお笑い芸人である。北海道のテレビ・ラジオで活動。

## メンバー
河野真也（かわの しんや 1980年3月9日  - ） 大阪府東大阪市生まれ。本名同じ、血液型A型。身長171cm。東大寺学園高校卒業、北海道大学法学部中退。
- ツッコミ担当、太っていて、眼鏡をかけている方。
- 2012年に入って結婚していた事をテレビ番組『おにぎりあたためますか』（2012年5月1日放送分）放送内で明かした。

藤尾仁志（ふじお ひとし 1979年1月6日）- ）兵庫県姫路市生まれ。本名同じ、血液型B型。身長173cm。兵庫県立姫路東高等学校卒業、北海道大学水産学部中退。
- ボケ担当。痩せている方。
- 2011年1月、一般女性と結婚。

## 概要・来歴
1999年北大時代、藤尾が2年生の時に学内の野球サークルの新歓コンパで1年生の河野と出会う。テレビ局でアルバイトをしていた河野の友人から、新春特番「お宝テレビ99」（北海道テレビ放送）の寿司を早食いするエキストラ出演に誘われる。函館キャンパスにいた藤尾が、札幌の河野の自宅へ泊まりに来る日がロケ日だったため、藤尾も誘い出演をした。 
そのことをきっかけに藤尾はテレビの仕事に興味を持つようになり、当時アフロヘアーでキャラが立っていた河野へ「お笑いをやろう」と誘いの手紙を送った。しかし、誤字脱字だらけの藤尾の手紙を読んだ河野は「こんな奴とコンビを組んだら危ない」と無視をする。すると函館から札幌へ車でやってきた藤尾に連れられ2人で旭山記念公園へ行く事になり、夜景を眺めながら藤尾が「この明かりのついた家々に笑いの渦巻き起こそうぜ！」と河野を口説いた（このエピソードは度々河野が語っている）ことでコンビを結成することになる。札幌吉本のオーディションを受けたものの通らず、現事務所に入所する事となる。
当初は河野がボケ、藤尾がツッコミであったが、日常では藤尾が天然ボケであったため後に入れ替えた。
活動開始当初は並行して安田顕らOOPARTSの元劇団員が立ち上げた劇団「upspeak」に所属。TEAM NACSの公演にも客演した。安田は「お宝テレビ99」の寿司早食いコーナー司会以降、オクラホマのテレビ出演時に兄貴分として面倒を見ることが多かった。upspeakの解散後は積極的な俳優活動は行っておらず、道内のテレビ局が製作に参加する映画やドラマに時折出演する程度であった。2023年以降は河野がテレビドラマ、藤尾が舞台に出演するなど、再度俳優活動を活発化させている。
もともとはコント中心であるが、漫才も行う。2人とも関西出身であるため、ネタは関西弁で演じる。狸小路の「狸寄席」などに出演している。
M-1グランプリやTHE MANZAIなどの賞レースに挑戦したことがあるが、ここではそれほど良い成績は収められていない。事務所の先輩の大泉洋から「とにかくつまらない（笑）今まで笑ったことないし（笑）」と弄られることもあるものの、事務所の先輩の音尾琢真の2009年の日記には「観た人が面白かった～なんて言うのが増えてきてる」「普通に面白かった」と記述されているなど、事務所内でも評価が分かれている。
コントライブでは和太鼓や、河野がマジック、藤尾が落語の「寿限無」を披露した事がある。
ファンの愛称
河野のファン=「子豚」
藤尾のファン=「子シダ」
数年前までは子シダ以外に「子シダ植物」「胞子ちゃん」と複数の呼び方があった。
由来は「大泉洋のサンサンサンデー」で大泉が藤尾の母を「シダ植物」と呼んだためである。

### エピソード
コンビ仲は良く、河野家と藤尾家が集まり、毎年バーベキューやクリスマス会を行っている。テレビではバラ売り出演が多いため、藤尾は「（河野とは）最近プライベートでしか会っていない」、河野もTwitterで「レギュラーの仕事で二人揃わないことで有名なオクラホマ」と発言もしている。

## 出演
メンバーが単独出演する物については、各個人の項を参照。

### コントライヴ
- 2002年6月19日〜6月21日 「コンテナVol.1 TWO DOGS」（アトリエ・インディゴ演劇祭参加）
- 2002年10月4日〜10月6日 「コンテナVol.2 オクラホマ殺人事件」
- 2003年2月27日〜3月2日 「コンテナVol.3 THE MONEY」
- 2004年2月6日〜2月9日 「ざんげLIVE 卒業式」
- 2005年7月16日・8月21日・9月25日 オクラホマ&大下宗吾ネタライブ「暗中模索五里霧中断崖絶壁四面楚歌一発逆転一心不乱九死一生漫才一芸」（略称・まんぴん）
- 2006年3月4日・3月5日・4月1日・4月2日 「まんぴん2006 若葉の頃」
- 2008年1月29日〜2月10日 「オクラホマJAPANツアー'08『DRIVE LIVE』」

オクラホマ初の道外公演。札幌を出発し、仙台→東京→名古屋→大阪→広島→高松→福岡の順に車で移動してライヴを行った。また、その道中の様子が後日おにぎりあたためますかで放送された。
- 2009年4月24日〜4月26日 「cube garden produce オクラホマでございます!」
- 2010年10月8日～10月10日 オクラホマ×大小ライブツアー｢DaiオクラホマShow｣
- 2011年4月30日(北見)・5月1日(旭川)・5月14日（釧路）・5月15日（帯広）・5月21日（函館）・5月22日（札幌）　「オクラホマの漫才巡業～ホンマにガチやで～」
- 2011年9月23日～9月25日 オクラホマ×大小ライブツアー「DaiオクラホマShow 2011」
- 2019年11月2日〜11月24日「オクラホマ20th Thanks Tour『笑いの渦、巻き起こそうぜ』」
- 11月2日 ・11月3日cubegarden（札幌）
- 11月9日YES THEATER（大阪）
- 11月23日・11月24日草月ホール（東京）

### 演劇公演
2人揃っての出演
- 2002年4月29日 - 5月9日 TEAM-NACS約束公演 「WAR〜戦い続ける兵たちの誇り〜」（※客演）
- 2003年5月23日 - 5月26日 モリプロ旗揚げ公演 「改FEVER〜眺め続けた展望の行方〜」
- 2003年10月10日 - 10月19日 水曜天幕團旗揚げ公演2003 「蟹頭十郎太」

### テレビ
- 鈴井の巣（1999年4月9日 - 2001年4月20日、北海道テレビ）
- いばらのもり（2000年4月5日 - 2002年12月20日、北海道テレビ）
- ドラバラ鈴井の巣（2002年2月1日 - 2004年12月23日、北海道テレビ）
- よるなび（2002年 - 2004年、北海道放送）
- おにぎりあたためますか（2003年3月26日 - 放送中、北海道テレビ） - テロップの色は紫（藤尾）とオレンジ（河野）。
- 1×8いこうよ!（札幌テレビ） - YOYO'sジュニアオーディション司会
- イチオシ!!（2003年4月7日 - 放送中、北海道テレビ）※当初は藤尾のみ。2007年4月4日より河野もレギュラー出演。
- 鈴井貴之のロケハン。（2006年10月 - 2007年11月、チャンネルNECO）
- 森崎博之のあぐり王国北海道（2008年7月 - 2016年3月26日、北海道放送） - 基本的にはどちらか一人のみの出演。
- HTB開局40周年記念「〜ありがとう40年〜全部たしたら10時間!ユメミル広場に大集合!!」(2008年8月29日・30日、北海道テレビ)
- 直CUE!勝負 シーズン1〜シーズン4（2008年9月 - 不定期放送、チャンネルNECO）
- イチモニ!（2011年3月28日 - 放送中、北海道テレビ）
- ハナタレナックス（不定期出演） - 進行役（2016年11月17日 - 12月22日放送の「チームナックスとHTBの20年、プラスα」など）
- 月9「ガリレオ」第2シリーズ 第一章「幻惑す」（2013年4月15日、フジテレビ） - 写真出演[5][6]
- 今夜くらべてみました（2018年12月19日、日本テレビ） - 大泉洋のタレコミにて出演。
- チャンネルはそのまま！（2019年3月18日 - 3月22日、北海道テレビ）
- シン・クシロ対策本部（2021年3月26日、NHK釧路放送局）
- コタツがない家（2023年10月18日 - 12月20日、日本テレビ）- 師島澄彦 役（河野）

### ラジオ
- 大泉洋のサンサンサンデー（2002年4月 - 2013年12月29日、HBCラジオ）
- オクラホマの北海道関西化計画（AIR-G'）
- オクラホマの火曜も日曜スピリッツ（2023年4月2日 -、HBCラジオ）

### 映画
- river（2003年） - イベンター 役（河野）、工場関係者A 役（藤尾）
- Little DJ〜小さな恋の物語（2007年） - 男性患者たち 役
- スマイル 聖夜の奇跡（2007年） - 救急隊員 役[7]
- N43°「AFTER」（2009年） - 常連客 役
- レイトン教授と永遠の歌姫（2009年） - 男性客たち 役（声の出演[8]）
- 探偵はBARにいる（2011年、東映）
- 探偵はBARにいる3（2017年、東映） - モンデの客 役

### CM
- 昭和産業「お釜にポン」（2004年 - ）
- サントリー「BOSS」(2004年 - 2007年) - CREATIVE OFFICE CUEメンバーとして出演[9]
- アルキタnavi「バイトバンドバイト」（2006年）
- ローソンチケット（2006年）
- JRA「JRA北海道シリーズ」（2007年）
- JINRO (2012年)
- コシダカ「カラオケ本舗 まねきねこ」 (2014年 - 2015年)  - オクラホマがネコラホマに改名
- サッポロクラシック（2017年 - ） - TOKIO・松岡昌宏（札幌市出身）と共演
- ほくせんローンアプリOUEN（2019年7月 - ） - 東李苑と共演
- スノーテック イメージキャラクター（2020年 - ）
- ムーンスター「ムーンスターウィンターシューズ」（2020年）
- ソフトバンク「スマホデビュー北海道編」（2020年3月 - ）
- サッポロ北海道 OFF STYLE（2020年5月 - ） - 喜多よしかと共演
- 三菱UFJ銀行（2023年 - ）※北海道限定

### アニメ
- ジンギスカンのジンくん（2017年） - ナガタニしゃん 役（河野）、タケウチしゃん 役（藤尾）